# Älichan Ässetow
Älichan Ässetuly Ässetow (kasachisch Әлихан Әсетұлы Әсетов, russisch Алихан Асетович Асетов/Alichan Assetowitsch Assetow; * 26. August 1996 in Öskemen) ist ein kasachischer Eishockeyspieler, der seit 2013 in der Organisation von Barys Astana/Nur-Sultan unter Vertrag steht.

## Karriere
Älichan Ässetow begann seine Karriere als Eishockeyspieler bei Torpedo Ust-Kamenogorsk in seiner Geburtsstadt Öskemen. Beim KHL Junior Draft 2013 wurde er von Barys Astana in der vierten Runde als insgesamt 128. Spieler ausgewählt. Dort spielte er bis 2016 bei Sneschnyje Barsy Astana, der Juniorenmannschaft aus der Molodjoschnaja Chokkeinaja Liga. Seit 2014 wird er auch von Nomad Astana, der zweiten Mannschaft von Barys, in der kasachischen Meisterschaft eingesetzt, in der er bis heute spielt. Mit Nomad wurde er 2017 kasachischer Meister. Sein erstes KHL-Spiel für Barys Astana absolvierte er in der Saison 2015/16, seit 2018 kommt er regelmäßig in der KHL zum Einsatz.

### International
Für Kasachstan nahm Ässetow im Juniorenbereich zunächst an der Division I der U18-Weltmeisterschaften 2013 und 2014 teil. Mit der kasachischen U20-Auswahl spielte er in der Division I bei den U20-Weltmeisterschaften 2015 und 2016, als er als Torschützenkönig und gemeinsam mit seinem Landmann Dmitri Grenz, dem Österreicher Florian Baltram und dem Norweger Anders Gulliksen drittbester Scorer hinter dem Österreicher Dominic Zwerger und dem Kasachen Wladimir Wolkow auch zum besten Spieler seiner Mannschaft gewählt wurde. Mit der kasachischen Studentenauswahl nahm er an der Winter-Universiade 2017 im eigenen Land teil und erreichte das Finale, das gegen die russischen Studenten verloren wurde.
Im Seniorenbereich stand er im Aufgebot seines Landes bei den Weltmeisterschaften der Division I 2017, 2018 und 2019, als der Aufstieg in die Top-Division gelang, der aber wegen der weltweiten Covid-19-Pandemie erst 2021 wahrgenommen werden konnte. Bei der Weltmeisterschaft 2021, bei der er sein Team als Kapitän auf das Feld führte, spielte er erstmals in der Top-Division und erreichte mit dem zehnten Platz das bisher beste Ergebnis der kasachischen Geschichte. Auch 2022 spielte er in der Top-Division. Darüber hinaus lief er für Kasachstan bei den Winter-Asienspielen 2017 im japanischen Sapporo, die er mit seiner Mannschaft gewinnen konnte, auf.

## Erfolge und Auszeichnungen
- 2017 Kasachischer Meister mit Nomad Astana

### International
- 2013 Aufstieg in die Division I, Gruppe A bei der U18-Weltmeisterschaft der Division I, Gruppe B
- 2015 Aufstieg in die Division I, Gruppe A bei der U20-Weltmeisterschaft der Division I, Gruppe B
- 2016 Torschützenkönig bei der Weltmeisterschaft der Division I, Gruppe A
- 2017 Goldmedaille bei den Winter-Asienspielen
- 2017 Silbermedaille bei der Winter-Universiade
- 2019 Aufstieg in die Top-Division bei der Weltmeisterschaft der Division I, Gruppe A

## KHL-Statistik
(Stand: Ende der Saison 2021/22)